# Bathyedithya tuberculata
Bathyedithya tuberculata är en ringmaskart som beskrevs av Levenstein 1981. Bathyedithya tuberculata ingår i släktet Bathyedithya och familjen Polynoidae. Inga underarter finns listade i Catalogue of Life.